# Nationalpark Bến En
Der Nationalpark Ben En (Vietnamesisch: Vườn Quốc gia Bến En) ist der einzige Nationalpark in der Provinz Thanh Hóa, Vietnam. Der Park wurde im Jahr 1992 gegründet.

## Lage
Der Nationalpark liegt in den Distrikten Như Thanh und Như Xuân der Provinz Thanh Hóa, ca. 45 km südwestlich der Provinzhauptstadt Thanh Hóa. Die Koordinaten: von 19°31' bis 19°43' N und von 105°25' bis 105°38' E. Der Park hat eine Größe von 14.735 ha. Dichte Wälder, Karst, Flüsse und vor allem der Song Muc See prägen die Landschaft. Der Song Muc See hat eine Größe von 3000 ha mit 21 kleineren Inseln.

## Biodiversität
In mehreren Studien wurden bisher 1389 Pflanzen- und 1004 Tierarten erfasst. Darunter sind 66 Säugetierarten, 201 Vogelarten, 54 Reptilienarten, 31 Amphibienarten, 68 Fischarten und 499 Insektenarten. Dazu zählen Loris, Makaken, Adler, Graureiher oder Eisvögel. Es ist wahrscheinlich, dass einige der erfassten Arten inzwischen lokal ausgestorben sind. Im Jahr 2008 wurden 3 Pflanzenarten erfasst, die bisher in Vietnam unbekannt waren: Myristica yunnanensis, Glyptopetalum sclerocarpum und Timonius arborea. Im Jahr 2011 entdeckten Forscher aus Vietnam und Singapur die neue Ingwerart Distichochlamys benenica.

## Tourismus
Die Hauptattraktion des Nationalparks ist der Song Muc See. Dieser kann per Motorboot oder Kajak befahren werden. Im Norden und im Süden des Nationalparks gibt es begehbare Karsthöhlen. Auf einer Insel des Song Muc Sees gibt es einen Waldlehrpfad sowie zwei Ferienwohnungen. Ein Gästehaus in der Nähe des Besucherzentrums bietet ebenfalls Übernachtungsmöglichkeiten.